# Geotrygon
Geotrygon és un gènere d'ocells de la família dels colúmbids (Columbidae) que inclou diverses espècies de coloms guatlla distribuïdes pel Carib, Amèrica Central i nord d'Amèrica del Sud.

## Taxonomia
El gènere Geotrygon va ser introduït el 1847 pel naturalista anglès Philip Henry Gosse. El nom combina el grec antic «geo» que significa “terra” i «trygōn» que significa “tórtora”. El colom guatlla versicolor (Geotrygon versicolor) va ser designat posteriorment l'espècie tipus .
L'antic Geotrygon era parafilètic. La classificació següent, incloent Leptotrygon i Zentrygon, segueix Johnson & Weckstein (2011); Banks et al. (2013); NACC 2014-C-3; SACC 640.
Segons la Classificació del Congrés Ornitològic Internacional (versió 14.2, 2024) aquest gènere està format per 9 espècies:
- colom guatlla frontgrís (Geotrygon caniceps).
- colom guatlla de clatell verd (Geotrygon chrysia).
- colom guatlla frontblanc (Geotrygon leucometopia).
- colom guatlla muntanyenc (Geotrygon montana).
- colom guatlla de les Petites Antilles (Geotrygon mystacea).
- colom guatlla porpra (Geotrygon purpurata).
- colom guatlla safir (Geotrygon saphirina).
- colom guatlla versicolor (Geotrygon versicolor).
- colom guatlla violaci (Geotrygon violacea).

|  | Leptotila – 11 espècies                 |
|  |                                         |
|  | Leptotrygon – Colom guatlla de Veraguas |
|  |                                         |

|  | Zenaida – 7 espècies   |
|  |                        |
|  | Zentrygon – 8 espècies |
|  |                        |

|  | Leptotila – 11 espècies                 |
|  |                                         |
|  | Leptotrygon – Colom guatlla de Veraguas |
|  |                                         |

|  | Zenaida – 7 espècies   |
|  |                        |
|  | Zentrygon – 8 espècies |
|  |                        |

|  | Leptotila – 11 espècies                 |
|  |                                         |
|  | Leptotrygon – Colom guatlla de Veraguas |
|  |                                         |

|  | Zenaida – 7 espècies   |
|  |                        |
|  | Zentrygon – 8 espècies |
|  |                        |

|  | Leptotila – 11 espècies                 |
|  |                                         |
|  | Leptotrygon – Colom guatlla de Veraguas |
|  |                                         |

|  | Zenaida – 7 espècies   |
|  |                        |
|  | Zentrygon – 8 espècies |
|  |                        |

|  | Leptotila – 11 espècies                 |
|  |                                         |
|  | Leptotrygon – Colom guatlla de Veraguas |
|  |                                         |

|  | Zenaida – 7 espècies   |
|  |                        |
|  | Zentrygon – 8 espècies |
|  |                        |

|  | Leptotila – 11 espècies                 |
|  |                                         |
|  | Leptotrygon – Colom guatlla de Veraguas |
|  |                                         |

|  | Zenaida – 7 espècies   |
|  |                        |
|  | Zentrygon – 8 espècies |
|  |                        |

|  | Leptotila – 11 espècies                 |
|  |                                         |
|  | Leptotrygon – Colom guatlla de Veraguas |
|  |                                         |

|  | Zenaida – 7 espècies   |
|  |                        |
|  | Zentrygon – 8 espècies |
|  |                        |

|  | Leptotila – 11 espècies                 |
|  |                                         |
|  | Leptotrygon – Colom guatlla de Veraguas |
|  |                                         |

|  | Zenaida – 7 espècies   |
|  |                        |
|  | Zentrygon – 8 espècies |
|  |                        |